# Maxi Mounds

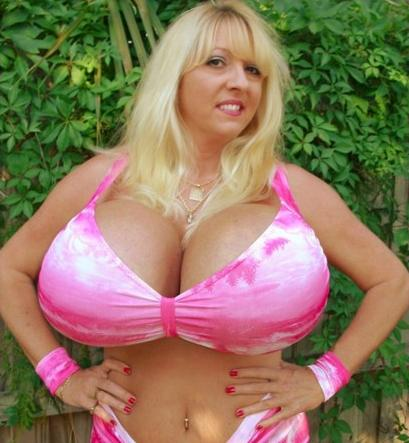
Maxi Mounds, actriz de entretenimento para adultos com implantes de polipropileno

 Maxi Mounds  (Long Island, 25 de outubro) é uma modelo americana que tornou-se mundialmente famosa por ter seios extremamente grandes. É considerada também uma mulher de estatura elevada, com 1,83 cm.    
Maxi Mounds possui um registro no Guinness o Livro dos Recordes por ser a dona dos maiores seios do mundo desde agosto de 2003. Curiosamente, esta categoria sequer existia na oportunidade. Esta também é conhecida pelos seus videos para adultos que têm vindo a entreter muitos. 
O certificado oficial do guinness diz: "Os seios de Maxi Mounds (EUA) foram medidos em Sarasota, Flórida em 4 de fevereiro de 2005. As medidas encontradas foram: parte inferior do seio de 142 cm (50 polegadas) e ao redor dos seios acima do mamilo 153.67 cm (60.5 polegadas). Atualmente um sutiã do tamanho 42M nos EUA (Reino Unido 42J).

## Livro
- The Maxi Mounds Guide To The World Of Exotic Dancing - ISBN 0973433310,